# Селезньов Сергій Анатолійович
Сергій Анатолійович Селезньов (нар. 17 лютого 1975, Кременчук, Полтавська область, УРСР) — колишній український футболіст, захисник та півзахисник.
Тренерська діяльність 
ФК БУДІВЕЛЬНИК м.Кременчук
Грудень 2024 -

## Кар'єра гравця
Сергійродився 17 лютого 1975 року в місті Кременчук Полтавської області. До 1992 року навчався в «ХДВУФК-1» міста Харкова. Першим клубом Сергія став місцевий «Олімпік», який у сезоні 1992/93 років виступав у перехідній лізі. Того сезону сергій був ключовим гравцем команди, відіграв 30 матчів та забив 2 м'ячі. Його вдалі виступи не залишилися непоміченими з боку більш іменитого місцевого клубу, «Металіста». За цей клуб Селезньов виступав з 1994 по 1995 роки. Загалом у всіх турнірах У футболці «Металіста» Сергій Селеньов відіграв 53 матчі та забив 5 м'ячів.
В 1996 році, після нетривалого перебування у київському «ЦСКА-Борисфені», перейшов до іншого столичного клубу ЦСКА. У складі київських армійців виступав до 2000 року. Протягом цього часу регулярно виступав у складі головної команди армійців. Виключенням став сезон 2000/01 років, коли Сергій втратив місце в основі та виступав, переважно, в першоліговому «ЦСКА-2» (Київ), де був основним гравцем. Цього ж сезону Селезньов досяг безумовного успіху, став фіналістом Кубку України у складі головної команди армійців. І хоч в тому поєдинку Сергій не потрапив до заявки на матч, його команда гідно протистояла донецькому «Шахтарю» та лідирувала протягом більшої частини матчу, але спочатку на останніх хвиланах основного часу гірники зрівняли рахунок, а потім в другому екстра-таймі вирвали перемогу в матчі та виграли трофей. Незважаючи на командні успіхи відсутність ігрової практики не влаштовувала Селезньова, тому він вирішив змінити команду. Загалом у складі головної команди «ЦСКА» в національних турнірах Сергій за цей період відіграв 64 поєдинки та забив 7 м'ячів у ворота суперників. За команду «ЦСКА-2» він відіграв 80 поєдинків та забив 4 м'ячі. У 2001 році Сергій виступав вже у складі криворізького Кривбасу, був основним гравцем команди та відіграв у чемпіонаті України 12 поєдинків. 
Під час літнього міжсзоння перейшов до складу клубу вищої ліги чемпіонату Росії «Торпедо-ЗІЛ» (Москва), але в російському клубі не був основним гравцем, а відіграв лише 4 поєдинки в чемпіонаті за головну команду. Ще 9 поєдинків Сергій провів у першості дублерів. Тому Селезньов знову наважився змінити клуб. Його наступною командою став лієпайський «Металургс». Проте й тут йому не вдалося стати основним гравцем, у Вищій лізі Латвії він зіграв лише 5 поєдинків, але його команда того сезону стала бронзовим призером Вищої ліги.
Прагнучи отримати більше ігрової практики, Селезньов влітку 2009 року повертається до України. Його наступним клубом стала олександрійська «Поліграфтехніка». У новому колективі Сергій дуже швидко став ключовим гравцем. Але залишився в команді не надовго й відіграв лише один сезон, 2002/03 років (17 матчів, 1 гол).
Під час літнього міжсезоння 2003 року повертається до Харкова, де підписує контракт з місцевим «Металістом». За підсумками сезону «Металіст», який на той час виступав у Першій лізі, здобув право повернутися до Вищої ліги. Того сезону Сергій був ключовим гравцем команди, у національному чемпіонаті зіграв 34 матчі та забив 9 м'ячів, ще 1 поєдинок того сезону він відіграв у кубку України. Наступний сезон харків'яни розпочали в еліті українського футболу. Селезньов у тій команді був також важливим гравцем та відіграв у чемпіонаті України 24 поєдинки (4 голи), ще по одному матчу він зіграв у кубку України та першості дублерів. Але в 2005 році переходить до іншої місцевої команди, ФК «Харків», де через різні причини за головну команду городян у чемпіонаті україни так і не зіграв жодного поєдинку. Загалом у складі основної команди ФК «Харків» зіграв лише 1 поєдинок, сталося це у кубку України проти «Освіти» (Бородянка), а Сергій відіграв усі 90 хвилин матчу. Загалом же У складі городян він виступав у першості дублерів (14 матів).
Незадоволений таким станом речей, вже під час зимової паузи Селезньов змінює клуб та переходить до ужгородського «Закарпаття», в якому провів решту сезону.
Влітку 2006 рок вдруге покидає Україну та переїздить до Азербайджану. Там він переходить до навачка азербайджанської Прем'єр-ліги, клубу «Сімург, до того ж команду тоді очолив український фахівець Роман Покора». У сезоні 2006/07 років у прем'єр-лізі він відіграв 18 матчів (3 голи). Але по завершенні сезону Сергій повернувся до України.
Останнім клубом в кар'єрі футболіста для Сергія став черкаський «Дніпро», у складі якого він виступав у 2007 — 2009 роках. Тоді клуб виступав у першій лізі, а Селезньов відіграв 35 поєдинків (3 голи) у чемпіонаті України та 1 матч у кубку України. Але Сергій не зміг допомогти клубу залишитися у Першій лізі. Отож наступний сезон він розпочав у складі команди вже у другій лізі. У складі черкащан у сезоні 2008/09 років у чемпіонаті Сергій відіграв 25 матчів (3 голи), ще 1 матч він відіграв у кубку України. По завершенні сезону клуб через фінансові проблеми припинив своє існування, а Селезньов завершив кар'єру гравця.

## Досягнення
- Кубок України
  -  Фіналіст (1): 2000/01

- Латвійська футбольна Вища ліга
  -  Бронзовий призер (1): 2002